# Phạm Thu Trang
Phạm Thu Trang (sinh ngày 05 tháng 10 năm 1988), còn được biết đến với biệt danh Cám, là vận động viên bóng chuyền nữ. Phạm Thu Trang là thành viên của Đội tuyển bóng chuyền nữ quốc gia Việt Nam từ năm 2007. Phạm Thị Thu Trang, từ phụ công tài năng tới chuyên gia thống kê bóng chuyền đầu tiên của Việt Nam. Sinh ngày 5/10/1988, Phạm Thị Thu Trang là một trong những phụ công xuất sắc nhất trong lịch sử bóng chuyền nữ Việt Nam. Trang Volleybox xếp cô đứng thứ 8 trong số những phụ công giỏi nhất Việt Nam.

## Giới thiệu
Phạm Thị Thu Trang (sinh ngày 5 tháng 10 năm 1988) là huấn luyện viên bóng chuyền chuyên phân tích dữ liệu và thống kê trận đấu . 
Khi còn thi đấu, Phạm Thị Thu Trang là cầu thủ trưởng thành từ tuyển chọn và được đào tạo chuyên môn cơ bản từ đội bóng rồi thi đấu vị trí phụ công. Cô là tuyển thủ quốc gia trong nhiều năm. Sau khi rời sàn đấu vào năm 2015, cầu thủ Phạm Thị Thu Trang được đội bóng bố trí công tác trong ban huấn luyện.
Kể từ đó, HLV Phạm Thị Thu Trang được tập trung vào công việc làm HLV kỹ thuật, phân tích thu thập dữ liệu chuyên môn để làm cơ sở quan trọng giúp ban huấn luyện đội bóng áo lính có nhiều chỉ số phục vụ huấn luyện, thi đấu. HLV Phạm Thị Thu Trang là người giỏi nghề đối với công tác làm HLV kỹ thuật, phân tích dữ liệu và trong mảng chuyên môn đặc thù này có thể xem cô là một trong những người đầu tiên ở làng bóng chuyền Việt Nam tiếp cận công nghệ, phần mềm về kỹ thuật, phân tích dữ liệu. Trong nhiều năm qua, HLV Phạm Thị Thu Trang được cấp chỉ huy đội bóng chuyền nữ áo lính giao giữ công việc quan trọng trên.
19 tuổi, lần đầu tiên xuất hiện trong màu áo đội tuyển nữ Việt Nam ở VTV Cup 2007, cô phụ công trẻ ngay lập tức khuấy động bầu không khí cuồng nhiệt khắp các khán đài của Nhà thi đấu Phan Đình Phùng. Năm đó, đội tuyển Việt Nam lên ngôi vô địch, nhưng quan trọng hơn, bóng chuyền nữ Việt Nam đã trình làng một gương mặt phụ công đầy triển vọng, đội tuyển nữ lại có quyền mơ mộng ở đấu trường SEA Games...Đó là một kỷ niệm đẹp, một ấn tượng không thể nào quên của người hâm mộ với VĐV mang áo số 6 - phụ công Phạm Thị Thu Trang.

## Sự nghiệp thi đấu
+ 2002-2006: tập luyện và thi đấu là VĐV trẻ tại đội bóng chuyền nữ BTL Thông Tin.

+ 2005-2014: tập luyện và thi đấu tại CLB Bóng chuyền nữ BTL Thông Tin Liên Việt Postbank.

+ 2016-2024: Huấn luyện viên và huấn luyện viên phân tích thống kê dữ liệu trận đấu tại CLB Bóng chuyền nữ BTL Thông Tin.

+ 2004-2012: Là vận động viên đội tuyển trẻ và đội tuyển quốc gia Việt Nam.

- Danh hiệu:

+ Đứng thứ 4 Châu Á và đứng thứ 4 giải Các CLB Châu Á

+ Huy chương bạc Seagames

+ Huy chương vàng giải sinh viên Đông Nam Á

+ Huy chương vàng và huy chương đồng VTV cup

+ Huy chương vàng giải Đại hội thể dục thể thao toàn quốc: năm 2006, 2010, 2014, 2022. Huy chương bạc năm 2018.

+ Huy chương vàng giải Vô địch quốc gia: năm 2006, 2008, 2010, 2012, 2013, 2014, 2019, 2021, 2022. Huy chương bạc: năm 2009, 2010, 2011, 2020.

+ Huy chương vàng giải trẻ toàn quốc: năm 2004, 2005, 2006.
 
+ Huy chương vàng, bạc, đồng các giải VTV Bình Điền, Cúp Hoa Lư Ninh Bình, Cúp Liên Việt Postbank, Cúp Đạm Phú Mỹ,..v.v..